# Nowoczesna

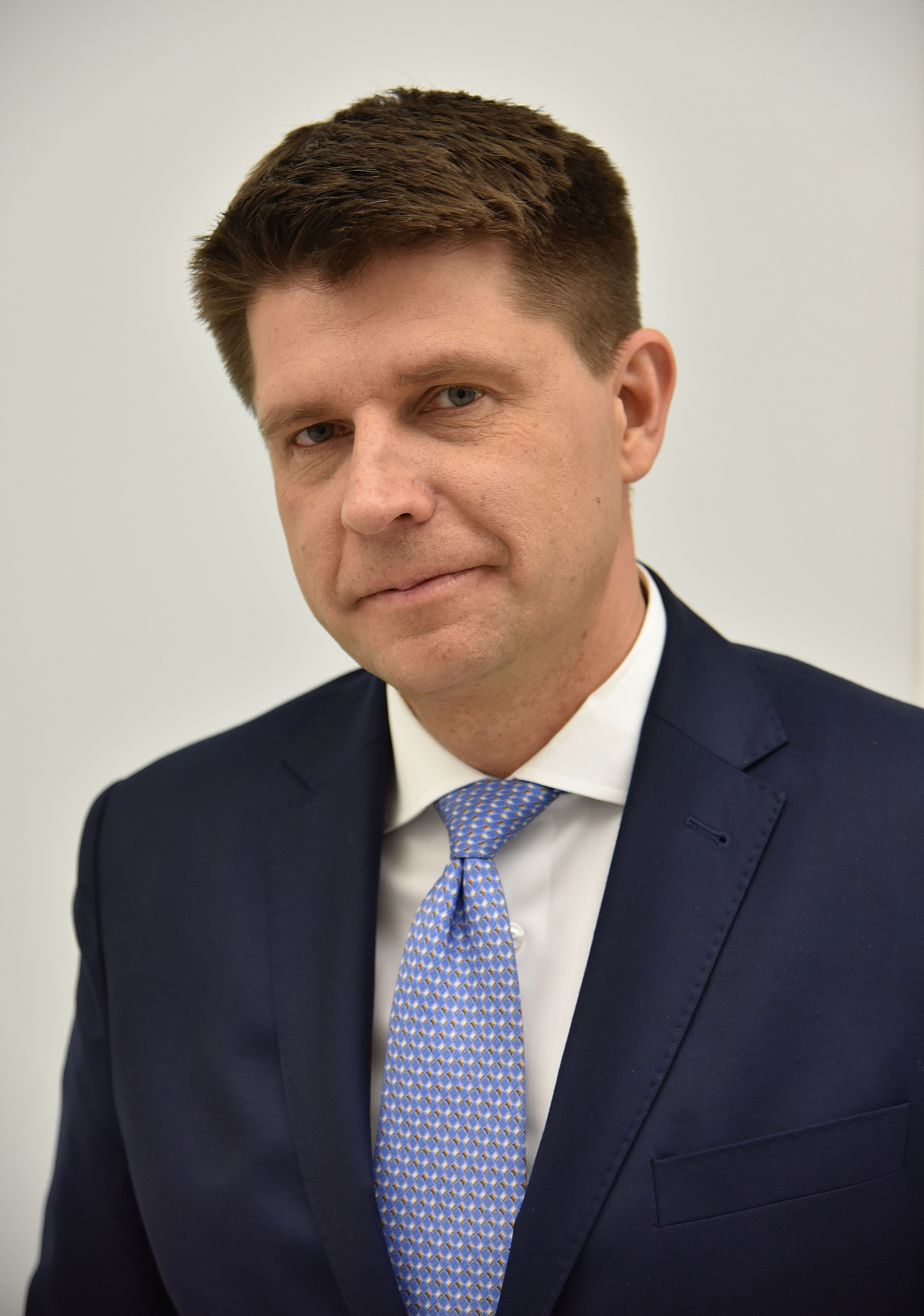
Ryszard Petru, fondatore del movimento

Nowoczesna (lett. "Moderna") è un partito politico polacco di orientamento liberale fondato nel 2015 dall'economista Ryszard Petru.

## Storia
Il partito è stato fondato nel maggio del 2015 con il nome di NowoczesnaPL; a causa di alcune controversie sul nome, legate al fatto che in passato era esistita un'organizzazione non governativa chiamata Nowoczesna Polska (Polonia Moderna), nell'agosto 2015 il partito è stato ridenominato in Nowoczesna. Nella circostanza, inoltre, la portavoce Kamila Gasiuk-Pihowicz ha presentato il nuovo logo della formazione.
Il partito ha concorso per la prima volta in occasione delle elezioni parlamentari del 2015, in cui ha ottenuto il 7,6% dei voti. Alle europee del 2019 ha presentato propri candidati nelle liste di Coalizione Europea senza conseguire alcuna rappresentanza, mentre alle successive parlamentari del 2019 ha preso parte alla Coalizione Civica, ottenendo 8 deputati e un senatore.

## Parlamentari

### Deputati IX legislatura (2019-2023)
- Barbara Dolniak
- Paulina Hennig-Kloska
- Katarzyna Lubnauer
- Krzysztof Mieszkowski
- Monika Rosa
- Mirosław Suchoń
- Adam Szłapka
- Witold Zembaczyński

Un esponente del partito è stato altresì eletto, in qualità di indipendente, nelle liste del Partito Popolare Polacco (Radosław Lubczyk)

### Senatori X legislatura (2019-2023)
- Beniamin Godyla

## Risultati elettorali
| Elezione          | Elezione     | Voti                     | %                        | Seggi    |
| ----------------- | ------------ | ------------------------ | ------------------------ | -------- |
| Parlamentari 2015 | Sejm         | 1.155.370                | 7,60                     | 28 / 460 |
| Europee 2019      | Europee 2019 | Nella Coalizione Europea | Nella Coalizione Europea | 0 / 51   |
| Parlamentari 2019 | Sejm         | In Coalizione Civica     | In Coalizione Civica     | 8 / 460  |